# Jumbo
Jumbo  (khoảng 25 tháng 12 năm 1860 - 15 tháng 9 năm 1885), còn được gọi là Voi Jumbo và Voi xiếc Jumbo, là một con voi đồng cỏ châu Phi thế kỷ 19 sinh ra ở Sudan. Jumbo được xuất khẩu sang Jardin des Plantes, một sở thú ở Paris, và sau đó được chuyển vào năm 1865 đến Sở thú Luân Đôn ở Anh. Bất chấp sự phản đối của công chúng, Jumbo đã bị bán cho P. T. Barnum, người đã đưa anh đến Hoa Kỳ để triển lãm vào tháng 3 năm 1882.
Tên của con voi khổng lồ đã sinh ra từ phổ biến trong tiếng Anh "jumbo", có nghĩa là kích thước lớn. Ví dụ về tác động từ vựng của con voi này trong tiếng Anh là các cụm từ như "jumbo jet", "jumbo Tôm", "jumbo marshmallows" và "jumbotron". Chiều cao vai của Jumbo được ước tính là 3,23 mét (10 ft 7 in) tại thời điểm ông qua đời, và được Barnum tuyên bố là khoảng 4 m (13 ft 1 in).
Jumbo là linh vật của Đại học Tufts, và được tham chiếu bởi một tấm bảng bên ngoài Hội trường Tự do cũ, nay là quán rượu Wetherspoons, ở Crediton.